# Affaire ICC Services
Le texte peut changer fréquemment, n’est peut-être pas à jour et peut manquer de recul. 
Le titre et la description de l'acte concerné reposent sur la qualification juridique retenue lors de la rédaction de l'article et peuvent évoluer en même temps que celle-ci.
Pour les articles homonymes, voir ICC.
L'affaire ICC Services ou l'affaire Madoff béninoise est un scandale politico-économique,  qui s'est déroulé au Bénin dans les années 2000 et 2010. Basé sur un système de Ponzi, cette arnaque financière consistait à rémunérer les premiers investisseurs avec les dépôts des nouveaux clients, à des taux d'intérêt très élevés, avant que le système ne s'effondre en 2010. Jusqu'à 300 000 personnes ont été spoliées, pour un total estimé à plus de 200 milliards de francs CFA. Plusieurs épargnants et l'opposition accusent l'État d'avoir cautionné ce système d'escroquerie, et des dirigeants béninois d'être de connivence avec les responsables d'ICC Services. Le procès de ces derniers a repris en décembre 2018.

## Organisation du système
ICC Services (Investments Consultancy and Computering Services) est, au départ, une organisation non gouvernementale à but non lucratif, dirigée par Guy Akplogan, Émile Tégbénou, Nonhèmi Agossou et Nicolas Houngbèmè. Cette ONG, proche de l'Église du christianisme céleste, commence à faire du mécénat, en finançant la construction de centres de santé, d'écoles et le forage de puits, avant de se lancer, en toute illégalité, dans la collecte et le placement d'épargne, à des taux d'intérêt allant jusqu'à 200% par trimestre. En 2010, après quatre années d'exercice de cette activité illégale, le système s'effondre, faisant des centaines de milliers de victimes. Des artisans, des commerçants, des magistrats voire des députés ont perdu leurs économies dans cette affaire.

## Thèse du complot d'État
Plusieurs épargnants et l'opposition accusent l'État d'avoir porté caution à ce système d'escroquerie et d'être de connivence avec les responsables d'ICC Services. Ceux-ci s'affichaient aux côtés de hauts fonctionnaires béninois, dont le ministre de l'Intérieur Armand Zinzindohoué, limogé lors de l'éclatement de cette affaire. Les responsables d'ICC Services ont même été reçus au palais de la Présidence de la République, et bénéficiaient, pour certains, de gardes du corps et du permis de port d'arme.

## Procès
Les principaux dirigeants d'ICC Services et leurs complices sont arrêtés et leurs biens saisis. Ils sont jugés pour association de malfaiteurs, escroquerie avec appel au public et exercice illégal d'activités bancaires et de micro-finance.
Après de nombreux renvois et suspensions, le procès ICC Services reprend le 17 décembre 2018 devant la Cour de répression des infractions économiques et du terrorisme (CRIET) et est retransmis en direct à la radio et sur la chaine de télévision nationale ORTB.
Au cours de ce procès, les responsables d'ICC Services affirment avoir versé des pots-de-vin à des personnalités au sommet de l'État, dans le but d'obtenir l'agrément d'exercer. Ils citent les noms d'anciens ministres, dont Pascal Koupaki, alors Premier ministre, et Victor Topanou, ancien Garde des sceaux, ce qui renforce la thèse de complicité de l'État dans cette affaire.

## Dédommagement des victimes
À la suite de l'éclatement de l'affaire, le gouvernement du Bénin a mis en place un comité de suivi dirigé par l'agent judiciaire du Trésor public, Sévérine Lawson. Ce comité chargé du dédommagement des déposants a recensé plus de 300 000 victimes et initié le remboursement de celles dont le dépôt ne dépasse pas 75 000 francs CFA. Environ 68 000 personnes dédommagées pour un montant d'environ 8 milliards de francs CFA[Quoi ?].